# Notolomatia pleuralis
Notolomatia pleuralis är en tvåvingeart som först beskrevs av Mario Bezzi 1924.  Notolomatia pleuralis ingår i släktet Notolomatia och familjen svävflugor. Inga underarter finns listade i Catalogue of Life.